# Philippe Vandermaelen

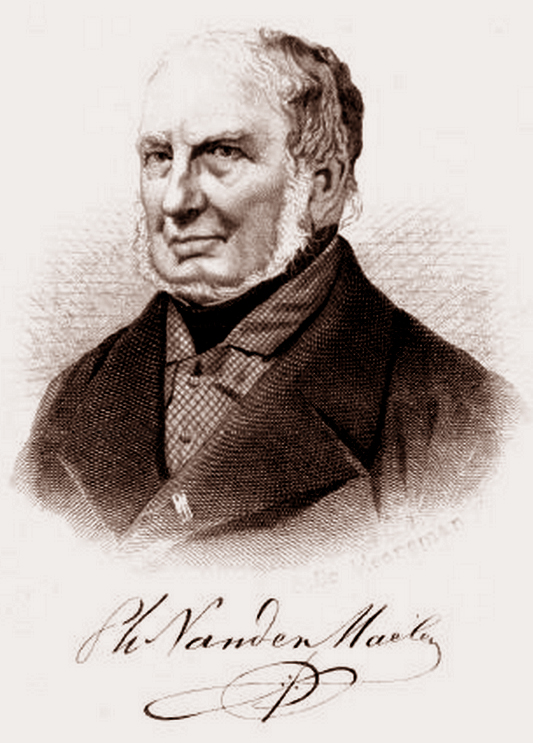
Philippe Vandermaelen (von François de Meersman)

Philippe Marie Guillaume Vandermaelen, auch Philippe Vander Maelen oder Philippe van der Maelen (* 23. Dezember 1795 in Brüssel; † 29. Mai 1869 in Molenbeek-Saint-Jean), war ein belgischer Kartograf und Geograph mit eigenem Verlag in Brüssel.
Noch in der Zeit als Brüssel zu den Niederlanden gehörte, erstellte er den ersten Atlas der gesamten Welt mit einem einheitlichen Maßstab bei allen Karten. Jede Karte des Atlas universel de Géographie physique, politique, statistique et minéralogique von 1827 wurde im Maßstab 1:1.641.836 gedruckt. Sie ergäben zusammengeklebt einen Globus mit 7,75 Metern Durchmesser. Neben den Karten waren Informationen und Statistiken zu den Staaten, Gesteinsbeschaffenheit und Bodenschätzen notiert.
In seinen Publikationen bezogen sich die Längengrade auf einen Nullmeridian durch Brüssel.
Dieser Nullmeridian wird zu den institutionellen Nullmeridianen gezählt.
Kurz danach erstelle er einen zweibändigen Atlas Europas Atlas de l’Europe, der 1840 in der zweiten Auflage erschien.